# Гірська жінка: на війні
«Гірська жінка: на війні» (ісл. Kona fer í stríð — «Жінка на війні») — копродукційний україно-французько-ісландський трилер 2018 року, режисера Бенедикта Ерлінґссона. Фільм брав участь в конкурсній програмі «Тиждень критики» й отримав нагороду Консорціуму письменників і композиторів (SACD).
«Жінку на війні» було обрано як фільм-відкриття 9-го Одеського міжнародного кінофестивалю, який пройшов з 14 по 21 липня 2018 року в Одесі. У вересні 2018 року фільм було висунуто від Ісландії претендентом на 91-шу премію «Оскар» Американської кіноакадемії в номінації за найкращий фільм іноземною мовою.

## Сюжет
Гатла — диригентка хору, їй за п'ятдесят, однак за лаштунками тихої рутини вона веде таємне життя пристрасної захисниці екології. Коли Гатла планує свою найбільшу та найсміливішу операцію, вона отримує неочікуваного листа, який змінює все. Її заявку на усиновлення дитини нарешті схвалено, і на неї чекає маленька дівчинка з України. Оскільки Гатла готується покинути роль диверсантки та захисниці нагір'я, щоб втілити мрію про материнство, вона вирішує здійснити ще одну фінальну атаку, щоб завдати руйнівного удару алюмінієвій промисловості.

## У ролях
| • Галлдора Ґергардсдоттір     | … | Гатла / Ауса                |
| • Йоганн Сиґюрдарсон          | … | Свейнбйорн                  |
| • Хуан Камільйо Роман Естрада | … | Хуан Камільйо               |
| • Йорюндюр Раґнарссон         | … | Балдвін                     |
| • Вала Крістін Ейріксдоттір   | … | Стефанія                    |
| • Сага Ґардарсдоттір          | … | поліцейський офіцер 1       |
| • Гадльдоур Гадльдорссон      | … | поліцейський офіцер 2       |
| • Гаралдур Ері Стефанссон     | … | Гільфі Блендаль             |
| • Олена Лавренюк              | … | директорка дитячого будинку |
| • Маргарита Хильська          | … | Ніка, дочка Гатли           |

У фільмі також знімалися відомі ісландські музиканти Давід Тор Йонссон, Магнус Трюгвасон Еліасен і Омар Ґвюдйонссон та учасниці українського жіночого хору: Ірина Данилейко, Галина Гончаренко, Сусанна Карпенко.

## Знімальна група
- Режисер-постановник — Бенедикт Ерлінґссон
- Продюсери — Бенедикт Ерлінґссон, Карін Лебланк, Маріанн Слот
- Асоційовані продюсери — Джон Палмасон, Сігурдур Ґіслі Палмасон, Гудбйорг Сігардардоттір, К'яртан Свейнссон, Б'ярні Оссурарсон
- Співпродюсери — Біргітта Бйорнсдоттір, Берґстейн Бйорґульфссон, Сергій Лавренюк
- Виконавчий продюсер — Маріанна Новікова
- Оператор — Берґстейн Бйоргульфссон
- Композитор — Давід Тор Йонссон
- Другий режисер — Василь Білоусов[9]
- Монтаж — Девід Александр Корно
- Художник з костюмів — Сільвія Дьоґґ Хадльдорсдоттір
- Артдиректор — Сноррі Фрейр Гільмарссон, Люся Малишко

## Виробництво
Проєкт екшн-трилера «Гірська жінка: на війні» став одним із переможців Десятого конкурсного відбору Державного агентства України з питань кіно. 9 жовтня 2017 року Держкіно уклало з компанією «Солар Медіа Інтертейнмент» контракт про надання проєкту «Гірська жінка: на війні» державної фінансової підтримки розміром 10.9 млн гривень із загального кошториса у 76,5 млн грн. (€2.63 млн.))
Зйомки фільму тривали 8 тижнів у різних локаціях в Ісландії та Україні.

## Реліз
Світова прем'єра стрічки відбулася 12 травня 2018 року на 71-му Каннському міжнародному кінофестивалі, де він брав участь в 57-й конкурсній програмі «Тиждень критики». Показ розпочався з акції на підтримку незаконно ув'язненого в Росії українського режисера Олега Сенцова: на екрані з'явилося зображення з написом: «Володимир Путін — президент Росії до 2024 року. Олег Сенцов — в'язень Росії до 2034 року. Негайне звільнення Олега Сенцова!».
Власниця міжнародних прав німецька кінокомпанія «Beta Cinema» попередньо продала права на її показ, окрім іншого, у Францію (кінопрокат «Jour2Fête», домашнє відео — «Potemkine») і в Україну (кінопрокат UFD); що у Франції, що в Україні нефестивальний реліз намічено на середину 2018 року. В Північній Америці кінопрокатом займатиметься «Magnolia Pictures», реліз заплановано на кінець 2018 року. Загалом продюсери стрічки попередньо продали права на її кінотеатральний показ понад 30 територій.
У червні 2018 стало відомо, що прокатником фільму в Україні буде «Артхаус Трафік», а не UFD, а дата кінопрокатного релізу змінилася на 16 серпня 2018 року. У прокат стрічка вийшла під назвою «Гірська жінка: на війні». Таке рішення, за словами директора компанії «Артхаус Трафік» Дениса Іванова, було ухвалено, аби не вводити українську аудиторію в оману. Він пояснив:
|  | Якщо фільм називається «Жінка на війні», і в подіях фігурує Донбас, у глядачів складається певне розуміння того, про що ця історія. Але це розуміння хибне, бо війна відбувається в Ісландії, і у фільмі є лише одна крапля крові, хоч і дуже важлива. |

## Відгуки кінокритиків
Загалом фільм отримав схвальні відгуки від українських кінокритиків. Проте, деякі експерти скептично сприйняли те, як у стрічці презентована Україна. Так, кінокритик Олександр Гусєв припускає, що «Саме українська частина може здатися дещо слабкою», а режисерка-документалістка Жанна Максименко-Довгич вважає, що у фільмі «на місці України могла би бути Індія. Чи Пакистан, чи інша країна». Вона зазначила, що «нічого поганого немає», але певне розчарування та прикрість викликає те, що «Гірська жінка: на війні», попри свою особливу авторську ексцентричність, все ж експлуатує набридлі стереотипи сприйняття нашої країни, не вигадуючи нічого нового.
Оглядач сайту mrpl.city Іван Синєпалов розташував стрічку на 10 місці у переліку найкращих фільмів, що вийшли в український прокат у 2018 році.

## Нагороди та номінації
| Список нагород та номінацій                                                          | Список нагород та номінацій | Список нагород та номінацій                                                        | Список нагород та номінацій                                                     | Список нагород та номінацій | Список нагород та номінацій |
| Кінофестиваль/Кінопремія                                                             | Рік                         | Категорія                                                                          | Номінант(и)                                                                     | Результат                   | Дж                          |
| ------------------------------------------------------------------------------------ | --------------------------- | ---------------------------------------------------------------------------------- | ------------------------------------------------------------------------------- | --------------------------- | --------------------------- |
| Каннський кінофестиваль                                                              | 2018                        | Гран-прі «Тижня критики»                                                           | Гірська жінка: на війні                                                         | Номінація                   |                             |
| Каннський кінофестиваль                                                              | 2018                        | Премія SACD                                                                        | Гірська жінка: на війні                                                         | Перемога                    | [ 5 ]                       |
| Каннський кінофестиваль                                                              | 2018                        | Приз «Золота залізниця» (Rail d'Or)                                                | Гірська жінка: на війні                                                         | Перемога                    | [ 23 ]                      |
| Міжнародний кінофестиваль у Мельбурні                                                | 2018                        | Приз глядацьких симпатій за найкращий художній фільм                               | Гірська жінка: на війні                                                         | Номінація                   |                             |
| 26-й Гамбурзький кінофестиваль                                                       | 2018                        | Приз Art Cinema Міжнародної конфедерації кінематографічного мистецтва (C.I.C.A.E.) | Гірська жінка: на війні                                                         | Перемога                    | [ 24 ]                      |
| Національна премія кінокритиків «Кіноколо»                                           | 26.10.2018                  | Найкращий повнометражний ігровий фільм                                             | Гірська жінка: на війні                                                         | Номінація                   | [ 25 ]                      |
| Кінопремія Північної ради                                                            | 2018                        | Найкращий фільм                                                                    | Гірська жінка: на війні                                                         | Перемога                    | [ 26 ]                      |
| 60-й Міжнародний кінофестиваль фільмів з країн Північної Європи у Любеку (Німеччина) | 2018                        | NDR Film Prize                                                                     | Гірська жінка: на війні                                                         | Перемога                    | [ 27 ]                      |
| 60-й Міжнародний кінофестиваль фільмів з країн Північної Європи у Любеку (Німеччина) | 2018                        | Baltic Film Prize for a Nordic Narrative Film                                      | Гірська жінка: на війні                                                         | Перемога                    | [ 27 ]                      |
| 60-й Міжнародний кінофестиваль фільмів з країн Північної Європи у Любеку (Німеччина) | 2018                        | Interfilm Church Prize                                                             | Гірська жінка: на війні                                                         | Перемога                    | [ 27 ]                      |
| 60-й Міжнародний кінофестиваль фільмів з країн Північної Європи у Любеку (Німеччина) | 2018                        | Приз глядацьких симпатій                                                           | Гірська жінка: на війні                                                         | Перемога                    | [ 27 ]                      |
| 7-й Міжнародний кінофестиваль «Корона Карпат»                                        | 2018                        | Гран-прі фестивалю за найкращий фільм                                              | Гірська жінка: на війні                                                         | Перемога                    | [ 27 ]                      |
| 7-й Міжнародний кінофестиваль «Корона Карпат»                                        | 2018                        | Приз за найкращий сценарій                                                         | Олавюр Еґільссон, Бенедикт Ерлінґссон                                           | Перемога                    | [ 27 ]                      |
| 7-й Міжнародний кінофестиваль «Корона Карпат»                                        | 2018                        | Приз за найкращу жіночу роль                                                       | Гальдора Ґергардсдоттір                                                         | Перемога                    | [ 27 ]                      |
| LUX Prize                                                                            | 14.11.2018                  |                                                                                    | Гірська жінка: на війні                                                         | Перемога                    | [ 28 ]                      |
| Європейський кіноприз                                                                | 15.12.2018                  | Найкраща акторка                                                                   | Гальдора Ґергардсдоттір                                                         | Номінація                   | [ 29 ]                      |
| Премія «Золота дзиґа»                                                                | 19.04.2019                  | Найкращий фільм                                                                    | Гірська жінка: на війні                                                         | Номінація                   | [ 30 ]                      |
| Премія «Золота дзиґа»                                                                | 19.04.2019                  | Найкраща пісня                                                                     | «Моя мамонько рідненька» (Ірина Данилейко, Галина Гончаренко, Сусанна Карпенко) | Перемога                    | [ 30 ]                      |

## Матеріали
- Антон Філатов. "Гірська жінка: на війні": Сім'я врятує світ. 112.ua. 18.08.2018. Архів оригіналу за 20.09.2018. (Рецензія)